# Louis Keunen
Aloysius Joannes Joseph (Louis) Keunen (Hamont, 25 november 1869 - 19 november 1947) was burgemeester van de Vlaamse gemeente Hamont (thans Hamont-Achel).

## Familie
Hij werd geboren in Hamont in Limburg als zoon van lederfabrikant Johannes Lambertus Keunen en diens echtgenote Maria Anna Claes. Zijn vader was van Nederlandse origine; zijn voorgeslacht kwam uit Bergeijk in de Noord-Brabantse Kempen.
Louis Keunen was getrouwd met Maria Elisabeth Claes (1870-1930) en had acht kinderen, onder wie de jurist Donatus Lambertus Joseph Keunen, de publicist Joseph Gerard Jacob Maria Keunen en de oprichter van de N.V. Interradio te Hasselt, Aloysius Maria Joseph Jacob Keunen. 
Louis Keunen overleed op 77-jarige leeftijd in Hamont.

## Burgemeester
Louis Keunen werd in 1912 benoemd tot burgemeester van Hamont. Die functie bekleedde hij tot na de Tweede Wereldoorlog. Gedurende de Eerste Wereldoorlog werd hij in 1917 door een Duitse militaire rechtbank ter dood veroordeeld vanwege het smokkelen van Engelse piloten naar het vrije Nederland. Dankzij Maurits van Vollenhoven (1882-1976) die als Buitengewoon gezant van Nederland tijdens de oorlog intervenieerde bij tal van strafprocessen en krijgsraden in België werd de doodstraf op voorspraak van Wilhelmina der Nederlanden na een schijnexecutie omgezet in levenslange dwangarbeid in het beruchte Duitse concentratiekamp Werden a/d Ruhr. Na de Eerste Wereldoorlog kwam hij sterk verouderd vrij. Bij terugkomst werd hij door zijn eigen familie aanvankelijk niet herkend.
In Hamont werd hij herbenoemd als burgemeester en was tevens lid van de Provincieraad van Limburg. In de Tweede Wereldoorlog werd hij voor de tweede keer door de Duitsers afgezet als burgemeester om direct na de oorlog weer te worden herbenoemd. In 1946 trad hij af om gezondheidsredenen. 
Keunen was Officier in de Orde van Leopold II, Ridder in de Leopoldsorde met gulden streep, en droeg de Britse oorlogsmedaille en de Overwinningsmedaille (België). De Keunenlaan in Hamont is naar hem vernoemd.